# Last Christmas (Doctor Who)
Ultimul Crăciun (engleză:  Last Christmas) - este un episod TV BBC al serialului Doctor Who.
A fost difuzat pentru prima oară de Crăciun în 2014, fiind al zecea episod special de Crăciun de la renaștere serialului în 2005 și primul episod întreg special de Crăciun cu Al doisprezecelea Doctor. Doctorul este interpretat de Peter Capaldi și însoțitorul său de Jenna Coleman, în alte roluri joacă actorii Nick Frost, Natalie Gumede, Nathan McMullen și Michael Troughton. Este regizat de Paul Wilmshurst după un scenariu de Steven Moffat.

## Distribuție
- Nick Frost – Santa Claus[3]
- Nathan McMullen – Elf[3][6]
- Michael Troughton – TBA[3]
- Natalie Gumede – TBA[3]
- Faye Marsay – TBA[3]
- Dan Starkey – Elf[6]